# Culture Club
Culture Club – brytyjski kwartet muzyki pop działający w latach osiemdziesiątych, będący jednym z najpopularniejszych przedstawicieli stylu new romantic.
Muzyka grupy opierała się na prostych schematach rytmicznych i melodycznych, lecz wyrafinowanych brzmieniowo. Spora część popularności zespołu budowana była za pomocą ekstrawagancji pozamuzycznej, w szczególności wizerunku wokalisty Boya George'a. Grupa przestała istnieć, gdy czwarta płyta zespołu odniosła niewielki sukces komercyjny, a Boy George zdecydował się na solową karierę.
Najważniejsze przeboje grupy Culture Club to "Do You Really Want to Hurt Me" z 1982 oraz "Karma Chameleon" z 1983 roku, natomiast ich najpopularniejszą płytą jest Colour by Numbers, wydana w 1983.

## Historia
Grupa powstała w 1981 roku w Londynie. W oryginalnym składzie znaleźli się: Boy George (wokal), Mikey Craig (gitara basowa), Roy Hay (gitara, instrumenty klawiszowe) i Jon Moss (perkusja). Na początku następnego roku członkowie zespołu podpisali kontrakt z wytwórnią Virgin Records. Wydali dwa single: "White Boy" i "I'm Afraid of Me", ale nie zdobyły one uwagi publiczności. Dopiero trzeci singel, "Do You Really Want to Hurt Me" wyniósł grupę na szczyty list przebojów i sprawił, że Culture Club stał się jednym z najpopularniejszych zespołów na świecie. Debiutancki album Kissing to Be Clever okazał się sporym hitem, docierając do miejsca piątego w Wielkiej Brytanii. Sukcesem okazał się także kolejny singel, "Time (Clock of the Heart)". Rok 1983 przyniósł kolejną płytę – Colour by Numbers. Pobiła ona rekordy popularności i sprzedawała się jeszcze lepiej niż poprzednia. W Stanach Zjednoczonych dotarła do miejsca drugiego, natomiast w Wielkiej Brytanii została numerem 1. Pochodził z niej wielki hit "Karma Chameleon", a także ballada "Victims". Zespół wziął również udział w przedsięwzięciu Band Aid, w ramach którego z innymi artystami nagrał piosenkę "Do They Know It's Christmas?".

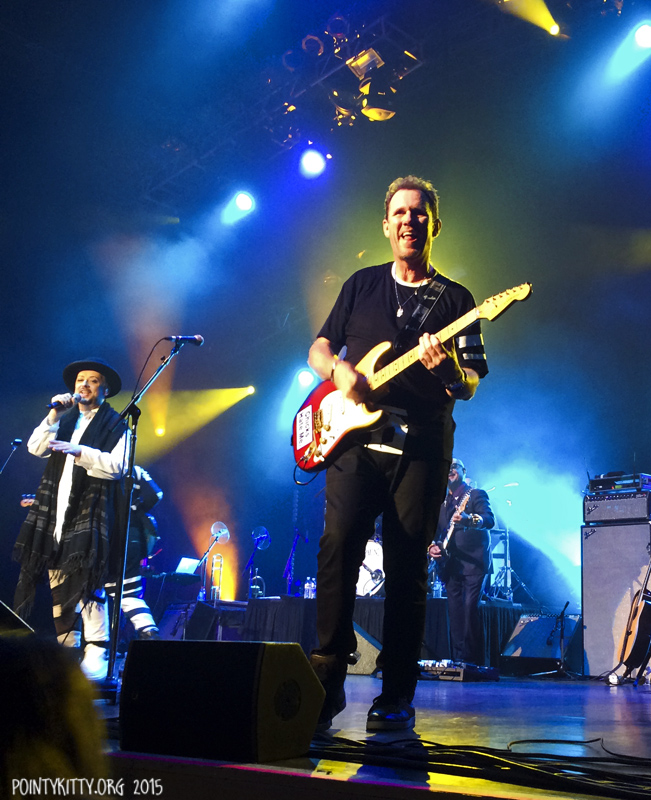
Boy George i Roy Hay podczas koncertu, 2015

Mimo sukcesu komercyjnego, zespół zmagał się z wewnętrznymi problemami. Boy George uzależnił się od narkotyków, a jego związek z perkusistą grupy chylił się ku końcowi. Mimo tego w 1984 wydano trzeci album, zatytułowany Waking Up with the House on Fire. Pomimo iż pierwszy singel, "The War Song", stał się hitem, płyta okazała się komercyjną porażką, zwłaszcza w porównaniu z poprzednimi albumami. Zebrała także nieprzychylne opinie ze strony krytyków. Dobra passa zespołu zaczęła się kończyć. Problemy wokalisty z narkotykami przybierały na sile (George uzależnił się od kokainy i heroiny), a Culture Club nie należało już do czołówki najpopularniejszych zespołów. Jednak w 1986 roku ukazał się czwarty album grupy pt. From Luxury to Heartache. Płyta nie przywróciła zespołowi jego dawnej świetności, ale za to przyniosła przebój "Move Away". W roku wydania czwartego albumu, grupa zagrała w wyemitowanym 11 lutego, 16 odcinku czwartego sezonu serialu "Drużyna A" pod tytułem "Cowboy George".
Po wydaniu From Luxury to Heartache zespół rozwiązał się. Boy George rozpoczął solową karierę muzyczną. W 1987 roku ukazał się jego solowy album zatytułowany Sold. Płyta zyskała pozytywne recenzje i stała się hitem w Europie. W latach 90. co kilka lat wydawano jakąś kompilację zespołu. Przełom nastąpił w roku 1998, kiedy członkowie grupy postanowili wznowić działalność Culture Club. Powrotna trasa koncertowa okazała się dużym sukcesem, a nowy singel, "I Just Wanna Be Loved", dotarł do pierwszej piątki listy przebojów w Wielkiej Brytanii. Wydano nową kompilację Greatest Moments, a w 1999 ukazał się długo oczekiwany studyjny album zespołu – Don't Mind If I Do, który zawierał muzykę z pogranicza popu i reggae. Wydawnictwo zdobyło pozytywne opinie krytyków.
W 2002 grupa nadal z powodzeniem koncertowała, jednak jeszcze w tym samym roku ponownie zawieszono jej działalność. W 2006 roku dwóch oryginalnych członków zespołu, Craig i Moss, postanowiło zorganizować kolejną trasę Culture Club. Boy George odmówił udziału w tournée, tak więc do zespołu trafił nowy wokalista, Sam Butcher. George negatywnie wypowiedział się na temat przyjęcia nowego wokalisty. Ostatecznie trasa koncertowa nie doszła do skutku.
W 2011 roku zespół reaktywował się. W 2014 roku wydany został album z koncertem w Japonii (Jokohama). W 2015 roku planowane było wydanie szóstego albumu grupy "Tribes".

## Skład zespołu
- Boy George (1981–1986, 1998–2002, od 2011)
- Mikey Craig (1981–1986, 1998–2002, 2006–2007, od 2011)
- Jon Moss (1981–1986, 1998–2002, 2006–2007, od 2011)
- Roy Hay (1981–1986, 1998–2002, od 2011)
- Sam Butcher (2006–2007)

## Dyskografia

### Albumy
- 1982: Kissing to Be Clever
- 1983: Colour by Numbers
- 1984: Waking Up with the House on Fire
- 1986: From Luxury to Heartache
- 1999: Don't Mind If I Do
- 2018: Life

### Single
- 1982: "White Boy"
- 1982: "I'm Afraid of Me"
- 1982: "Do You Really Want to Hurt Me"
- 1982: "Time (Clock of the Heart)"
- 1983: "I'll Tumble 4 Ya"
- 1983: "Church of the Poison Mind"
- 1983: "Karma Chameleon"
- 1983: "Victims"
- 1984: "Miss Me Blind"
- 1984: "It's a Miracle"
- 1984: "The War Song"
- 1984: "The Medal Song"
- 1984: "Mistake No. 3"
- 1985: "Love Is Love"
- 1986: "Move Away"
- 1986: "God Thank You Woman"
- 1986: "Gusto Blusto"
- 1998: "I Just Wanna Be Loved"
- 1999: "Your Kisses Are Charity"
- 1999: "Cold Shoulder"

## Nagrody i nominacje
- 1984: Nagroda Grammy w kategorii Best New Artist
- 1984: Nagroda Grammy w kategorii Best Pop Vocal Group (nominacja)
- 1984: Brit Award w kategorii Best British Group
- 1984: Brit Award w kategorii Best Selling Single za singel "Karma Chameleon"
- 1984: Nagroda Juno w kategorii International Album of the Year za płytę Colour by Numbers (nominacja)
- 1984: American Music Award w kategorii Favourite Group Video Artist – Pop/Rock (nominacja)
- 1985: MTV Video Music Award w kategorii Best Art Direction za teledysk "It's a Miracle" (nominacja)
- 1985: MTV Video Music Award w kategorii Best Special Effects za teledysk "It's a Miracle" (nominacja)
- 1986: American Music Award w kategorii Favourite Group Video Artist – Pop/Rock (nominacja)